# SN 2011ju
SN 2011ju – supernowa typu Ia, odkryta 25 grudnia 2011 roku w galaktyce A081043+4025. W momencie odkrycia, miała maksymalną jasność 19,2m.